# سباستین لوپز (بازیکن فوتبال، زاده سپتامبر ۱۹۸۵)
سباستین لوپز (انگلیسی: Sebastián López؛ زادهٔ ۱۵ سپتامبر ۱۹۸۵) بازیکن فوتبال اهل آرژانتین است.
از باشگاه‌هایی که در آن بازی کرده‌است می‌توان به باشگاه فوتبال بانفیلد اشاره کرد.